# Margarítis Schinás
Margarítis Schinás (Tessaloniki, 28 juli 1962) is een Grieks politicus, die in 2019 commissaris-ondervoorzitter werd van de Europese Unie.

## Levensloop
Schinás studeerde af aan de universiteit van Thessaloniki in 1985. In 1985-1986 studeerde hij aan het Europacollege in Brugge. Hij leerde er zijn medestudente, de Spaanse Mercedes Alvargonzález kennen, met wie hij trouwde. In 1987 verwierf hij een Master in 'public administration and politics' aan de London School of Economics.
Vanaf 1990 werkte hij voor de Europese Commissie. Hij was achtereenvolgens:
- vanaf 1993, kabinetsmedewerker voor de Europese Commissarissen Abel Matutes en Marcelino Oreja Aguirre.;
- van 1999 tot 2004, adjunct-kabinetschef bij ondervoorzitster Loyola de Palacio;
- van juni 2004 tot september 2007, kabinetschef van Eurocommissaris Márkos Kyprianoú.

Van 2007 tot 2009 was hij Europarlementslid ingevolge het ontslag van Antónis Samarás. Op het einde van dit mandaat werd hij opnieuw Europees ambtenaar, als adjunct-directeur van het Bureau of European Policy Advisers (BEPA), het adviesorgaan voor de Europese politiek.
In november 2014 werd hij woordvoerder van de Europese Commissie en in december 2015 werd hij adjunct-directeur-generaal van de communicatie.
Op 10 september 2019 werd hij benoemd tot Eurocommissaris en vice-voorzitter van de Europese Commissie, belast met de problemen van migratie en van bescherming van de Europese levenswijze.